# كيو كارا ماو!
كيو كارا ماو! (باليابانية: 今日から㋮王!، بالروماجي: Kyō Kara Maō!) (بالإنجليزية: Kyo Kara Maoh!)‏ هي سلسلة رواية خفيفة من تأليف تومو تاكاباياشي، ورسم تيماري ماتسوموتو، نشرت من قبل كادوكاوا شوتين منذ ديسمبر عام 2000. أنتجت إلى مسلسل أنمي تلفزيوني من قبل استوديو ستوديو دين، عرض الأنمي في 3 أبريل عام 2004 واستمر عرض حتى 25 فبراير عام 2006، وتكون من 78 حلقة + 5 أوفا. عرض الجزء الثاني من الأنمي في 3 أبريل عام 2008 واستمر عرضه حتى 19 فبراير عام 2009، وتكون من 39 حلقة.

## القصة
تدور أحداث القصة عن يوري شيبويا، وهو طالب ياباني في المدرسة الثانوية، يبلغ من العمر 15 عامًا، والذي تم نقله فجأة إلى عالم آخر حيث قيل له إنه ملك الشياطين. أصبح يوري ملكًا لأمة يكون جميع مواطنيها شياطين، لكن لا يمكن تمييزهم عن البشر. سماتهم المميزة الوحيدة هي حياتهم الطويلة والقدرة على استخدام السحر. يمكن لأفراد قبيلة الشيطان عقد اتفاق مع عنصر يمكنهم بعد ذلك استخدام سحر هذا العنصر. تقع قلعة العهد في عاصمة مملكة الشياطين. إنه مقر إقامة ملك الشياطين. تختلف ثقافة مملكة الشيطان العظيمة اختلافًا كبيرًا عن الثقافة اليابانية التي اعتاد يوري عليها، وتؤدي الاختلافات إلى حوادث مؤسفة مع عواقب طويلة المدى.

## الشخصيات

### الشخصيات الرئيسية
يوري شيبويا (باليابانية: 渋谷 有利، بالروماجي: Shibuya Yūri)
مؤدي الصوت: تاكاهيرو ساكوراي
مولم ديسويف إيلي مورجيف (باليابانية: モルギフ، بالروماجي: Morugifu)
مؤدي الصوت: تاكاهيرو ساكوراي
كونراد/كونرات ويلير (باليابانية: コンラッド/ウェラー卿コンラート، بالروماجي: Konraddo / Werā kyō Konrāto)
مؤدي الصوت:توشيوكي موريكاوا
ولفرام فون بيليفيلد (باليابانية: フォンビーレフェルト卿ヴォルフラム، بالروماجي: Fon Bīreferuto kyō Vorufuramu)
مؤدي الصوت: ميتسكي سايغا
جويندال فون فولتير (باليابانية: フォンヴォルテール卿グウェンダル، بالروماجي: Fon Vorutēru kyō Guwendaru)
مؤدي الصوت: أكيو أوتسوكا
غونتر فون كريست / فون كلايست (باليابانية: フォンクライスト卿ギュンター، بالروماجي: Fon Kuraisuto kyō Gyuntā)
مؤدي الصوت: كازوهيكو إينوي
كين موراتا (باليابانية: 村田健، بالروماجي: Murata Ken)
مؤدي الصوت: كوكي مياتا

### شخصيات ثانوية
سيسيلي فون سبيتزويغ (باليابانية: フォンシュピッツヴェーグ卿シェシィーリエ، بالروماجي: Fon Shupittsuvēgu kyō Tsetsīrie)
مؤدي الصوت: ماساكو كاتسكي
أنيسينا فون كاربيلنيكوف (باليابانية: フォンカーベルニコフ卿アニシナ، بالروماجي: Fon Kāberunikofu kyō Anishina)
مؤدية الصوت: مينامي تاكاياما
سوزانا جوليا فون وينكوت (باليابانية: フォンウィンコット卿スザナ・ジュリア، بالروماجي: Fon Winkotto kyō Suzana Juria)
مؤدية الصوت: ريسا ميزونو
اللورد جيجينهوبر جريسيل (باليابانية: グリーセラ卿ゲーゲンヒューバー، بالروماجي: Gurīsera kyō Gēgenhyūbā)
مؤدي الصوت: هيرواكي هيراتا
غريتا (باليابانية: グレタ، بالروماجي: gureta)
مؤدي الصوت: موتوكو كوماي
أدالبرت فون جرانتز (باليابانية: フォングランツ・アーダルベルト، بالروماجي: Fon Gurantsu Ādaruberuto)
مؤدي الصوت: ماساكي تيراسوما
جيزيلا فون كريست
مؤدي الصوت: هيروكو تاجوشى

## وصلات خارجية
- Official (FUNimation) website
- Official novel site باللغة اليابانية
- Official Anime(NHK) website باللغة اليابانية
- Official Anime Blog باللغة اليابانية
- Official Radio Show Websiteباللغة اليابانية